# Виктория (остров, Канада)
Викто́рия (англ. Victoria Island) — остров в составе Канадского Арктического архипелага. Второй по площади остров Канады и девятый в мире. Административно разделён между территорией Нунавут и Северо-Западными территориями.

## География

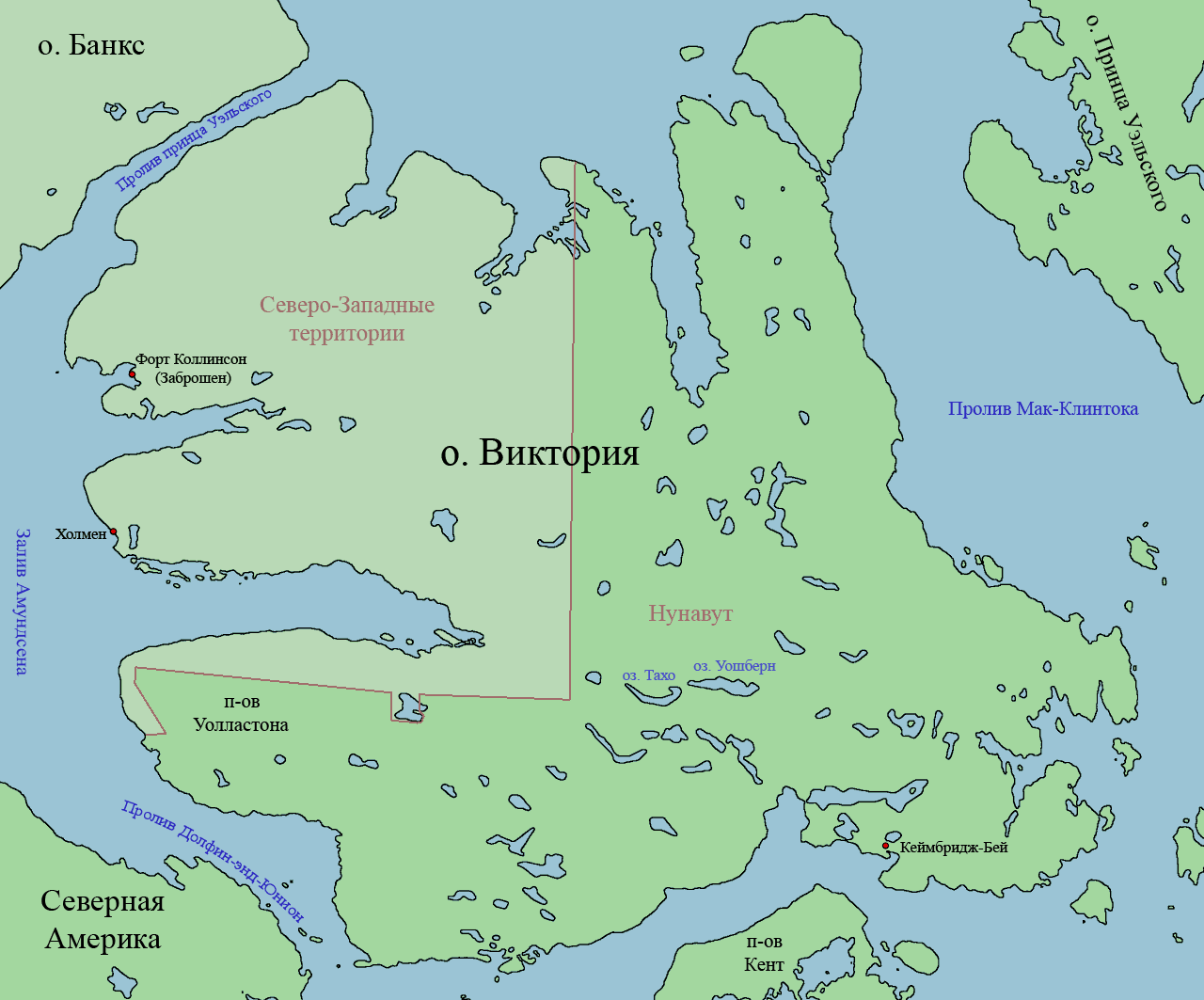
Карта острова Виктория

Виктория расположена в юго-западной части Канадского Арктического архипелага. Административно разделена между Северо-Западными территориями (бо́льшая часть западной половины, за исключением южного побережья) и территорией Нунавут. Остров отделён от континентальной Канады на юге проливом Долфин-энд-Юнион, заливом Коронейшен, проливом Дис и заливом Куин-Мод. На востоке от островов Принца Уэльского и Кинг-Вильям его отделяют соответственно проливы Мак-Клинток и Виктория. На северо-западе узкий пролив Принца Уэльского отделяет от Виктории остров Банкс. С запада остров омывается заливом Амундсена, а с севера проливом Вайкаунт-Мелвилл. На север от Виктории лежит остров Мелвилл, к югу необитаемый островок Эдинбург.
Виктория лежит между 68° и 73° с. ш. и между 101° и 119° з. д. В длину остров достигает 515 км при ширине от 270 до 600 км и площади 217 291 км² (Большая российская энциклопедия указывает меньшую величину — 213,8 тыс. км²). Виктория является вторым по площади островом в Канаде и девятым в мире. Береговая линия неправильной формы, состоящая в значительной части из заливов и полуостровов. Крупнейшие заливы и бухты: Принс-Альберт, Минто, Ричард-Коллинсон, Хедли и Альберт-Эдвард. Среди основных полуостровов — Принс-Альберт на северо-западе, Уолластон на юго-западе, Коллинсон на востоке, а также большой безымянный полуостров восточнее залива Хедли. На небольшом расстоянии от побережья Виктории лежат несколько мелких островов, включая остров Стефанссон на севере. Общая длина береговой линии 7091 км.
Топографически остров состоит из трёх частей — низменности, возвышенности и плато. Низменности на юго-востоке занимают бо́льшую часть Виктории. Высшая точка низменной части острова — холм Маунт-Пелли (675 футов (206 м)) северо-восточнее залива Кеймбридж. От залива Принс-Альберт тянется длинная и широкая долина, средняя высота которой над уровнем моря не превышает 100 м, однако к северу и югу от залива высоты постепенно увеличиваются, достигая 300 м. Ландшафт повышается к северо-западу (горы Шейлер), достигая максимальной высоты 655 м. Большую часть полуострова Принс-Альберт на северо-западной оконечности Виктории (за условной прямой, соединяющей заливы Уокер и Гленелг) занимает плато с высотами от 300 до 500 м над уровнем моря, пересекаемое двумя реками, впадающими в бухту Ричард-Коллинсон. Крупнейшая река острова, Кууджуа, берёт начало в горах Шейлер и впадает в залив Минто. Равнинная часть острова изобилует реками и озёрами, самые крупные из которых — Тахирьюак, Тахо, Уошберн, Экаллукток. Вдоль восточного побережья Виктории, омываемого проливом Мак-Клинток, располагается полоса болот.
Геологически остров в основном сформирован из осадочных пород. Юго-восточную его часть образуют известняки, на многих участках покрытые ледниковыми отложениями, образующими друмлины и эскеры. В гористой части острова встречаются как осадочные, так и вулканические породы, основу составляют расслоённые позднепротерозойские слоистые породы с интрузиями габбро, образующими куэсты. На западном и южном побережье имеется пояс докембрийских пород с прожилками медной руды; использование этих залежей дало название народности «медных инуитов». В конце 1990-х годов на острове, в 250 км северо-западнее Кеймбридж-Бея, обнаружены алмазоносные кимберлитовые трубки, однако бурение показало бедность месторождения и после 2005 года работы в этом районе не ведутся.
Климат полярный континентальный. Среднегодовая температура в равнинных районах около −14 °C, средняя температура в летние месяцы 1,5…2 °C, в зимние −28…29 °C; в горах Шейлер средние температуры на 1—2 градуса ниже. Годовая норма осадков 100—200 мм.

## Растительность и животный мир
Остров Виктория вместе с большей частью Канадского арктического архипелага входит в североамериканский экологический регион, определяемый Всемирным фондом дикой природы как полярная тундра. Под верхним слоем арктических почв залегает вечная мерзлота со средним и высоким содержанием льда. Растительный покров в низменной части острова с разрывами, в основном представлен такими растениями как ива арктическая, камнеломка супротивнолистная и другие виды камнеломок и дриад, а также лисохвост и ожика. Во влажных районах наблюдается сплошной покров, состоящий из камнеломки, пушицы, осоковых и мхов. Более возвышенные регионы юго-востока практически лишены растительности. В юго-западной части острова карликовая тундровая растительность (берёза карликовая, ива арктическая, багульник болотный, вакциниум и дриады, в тёплых местах — ольха, во влажных — осоковые) образует практически сплошной покров. В горах Шейлер растительность (камнеломки, лисохвост, ожика, ива арктическая, дриады) покрывает от 40 % до 60 % поверхности, перемежаясь с голой скалой.

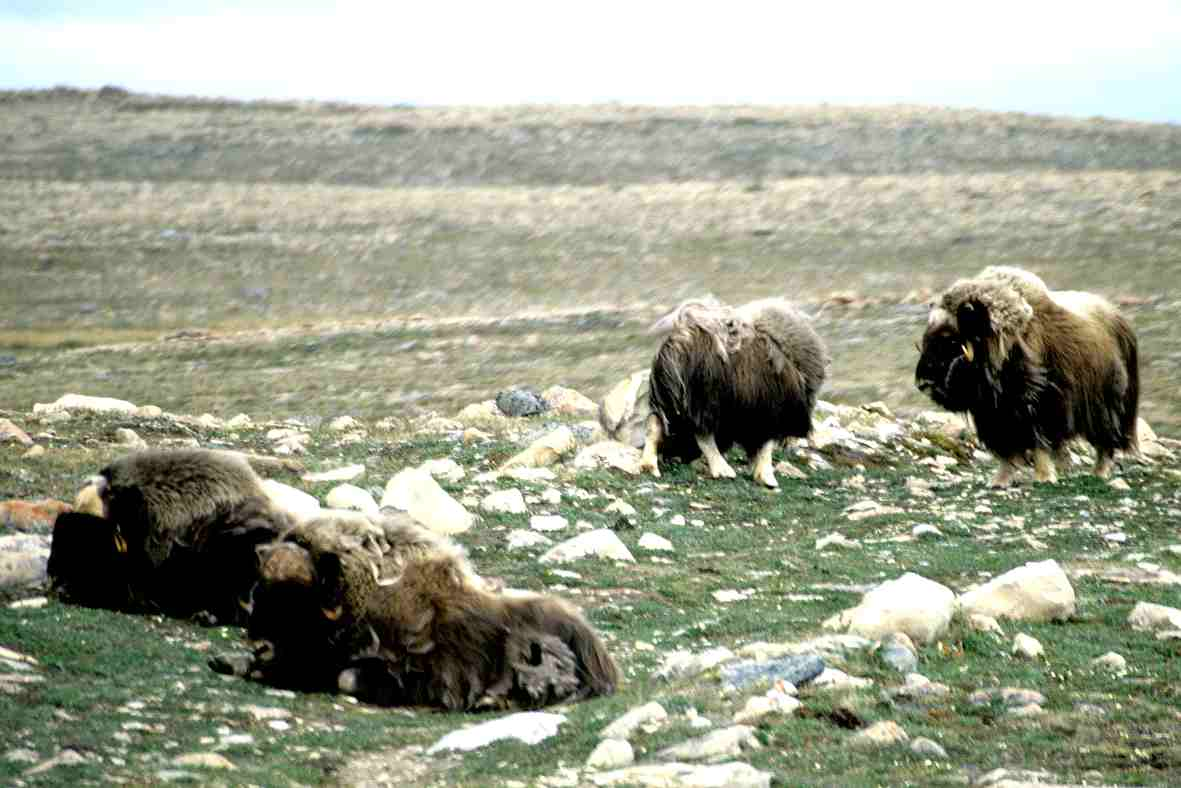
Овцебыки на острове Виктория

Животный мир представляют такие виды как овцебык, карибу, белый медведь, арктический беляк, песец. Распространены водоплавающие и морские птицы, из хищников отмечается полярная сова. В омывающих остров водах водятся киты и тюлени.

## История
На острове издавна проживали инуиты. Из европейских мореплавателей остров впервые наблюдался в августе 1826 года Джоном Ричардсоном — участником второй арктической экспедиции Джона Франклина, подошедшим к нему с юго-запада, со стороны пролива, ныне носящего имя Долфин-энд-Юнион. Ричардсон назвал открытую землю Землёй Уолластона в честь британского учёного У. Х. Уолластона. В 1838 году юго-восточный берег острова наблюдался издалека Томасом Симпсоном, и на следующий год Симпсон и Питер Уоррен Диз прошли вдоль этой части побережья. Не зная, что исследуемая суша является частью уже получившей название Земли Уолластона, Симпсон назвал её Землёй Виктории — в честь недавно взошедшей на престол королевы Виктории; позже северо-западный полуостров Земли Виктории был назван в честь её мужа, принца Альберта.
Некоторое время Землю Виктории и Землю Уолластона продолжали считать отдельными островами, разделёнными проливом. Предполагалось, что по этому проливу прошла пропавшая экспедиция Франклина, и в её поисках было обследовано почти всё побережье острова. В 1851 году Джон Рэй, представлявший Компанию Гудзонова залива, на санях обследовал побережье Виктории от бухты Принс-Альберт до мыса Пелли-Пойнт. В промежутке с 1851 по 1854 год поиски вели санные партии экспедиций Мак-Клура и Коллинсона, который дважды зимовал на Виктории.
Юг восточного побережья Виктории впервые был обследован в 1905 году участником экспедиции Амундсена Годфреем Хансеном. В 1910 году остров посетил Вильялмур Стефанссон, затем включивший его в программу исследований Канадской арктической экспедиции в 1915 и 1917 годах. Участник этой экспедиции Даймонд Дженнесс провёл этнографические исследования местных жителей, известных как «медные инуиты». В 1915 и 1917 году северное побережье Виктории исследовал член этой же экспедиции Сторкер Сторкерсон. В 1954 году ледокол Береговой охраны США Northwind стал первым судном, прошедшим вдоль всего этого побережья — от пролива Принца Уэльского до мыса Эльвира на северо-восточном полуострове.
Большое поголовье песцов на острове привлекло внимание торговцев пушниной, и в 1920-х годах на Виктории были основаны торговые посты Компании Гудзонова залива — Кембридж-Бей и Пойнт-Брабант (закрыт в 1939 году). В 1926 году в Кеймбридж-Бее был также создан пост Королевской канадской конной полиции. В 1939 году в 18 милях от Пойнт-Брабанта была открыта католическая миссия, а на следующий год — новый торговый пост Холман. Рядом с факториями и постом КККП возникли постоянные инуитские поселения.
На юго-западе, на мысе Ример полуострова Уолластон находились различные торговые посты, в том числе Форт-Хармон
.
До 1962 год рядом с Викторией, на острове Рид в заливе Симпсон, работал ещё один торговый пост Компании Гудзонова залива. Однако к середине 2010-х годов на острове существовали только два постоянных населённых пункта: Кеймбридж-Бей (или Икалуктутиак, в части, принадлежащей Нунавуту) и Улукхакток (Холман, в части, относящейся к Северо-Западным территориям). Население этих населённых пунктов, по данным переписи населения 2016 года, составляло соответственно 1619 и 396 человек.